# Ghouazi (kommun)
Ghouazi (franska: Ghouazi (CR), Ghouazi (Commune Rurale), arabiska: امكانسة) är en kommun i Marocko.   Den ligger i provinsen Taounate och regionen Fès-Meknès, i den nordöstra delen av landet, 160 km öster om huvudstaden Rabat. Antalet invånare är 18 779.